# Vineyard Music
Vineyard Music ist ein Label für Anbetungsmusik und Teil der evangelikalen Vineyard-Bewegung. Die Produktionen begannen in den 1970er Jahren in der Vineyard Anaheim von John Wimber und verbreiteten sich weltweit. Vineyard Music gliedert sich in Music Vineyard Music USA mit Sitz in Sugar Land, Texas, Vineyard Records UK mit Sitz in Hull, Vineyard Music DACH mit Sitz in Bern und Vineyard Music Brasil mit Sitz in Piratininga. Vineyard Music produziert Musikalben, veranstaltet Konferenzen und erstellt Schulungsmaterial.

## Geschichte
In den 1970er Jahren entstand in Südkalifornien die Vineyard-Bewegung unter der Führung von John Wimber. Wimber war vormals Jazz-Produzent (unter anderem für die Righteous Brothers) und unter seinem Einfluss sammelten sich Musiker und Songwriter, die neue Lieder für Gottesdienste schrieben. Sie zeichneten sich durch Einfachheit und emotionale Sprache aus. Als Vineyard über die lokalen Grenzen bekannt wurde, wurde diese Lieder nachgefragt und so gründete Wimber Mercy Publishing, um Noten und Liedmaterial zu vertreiben. Aus Mercy Publishing ging Vineyard Music hervor. Die ersten Alben entstanden 1984 in der Serie Songs of the Vineyard und wurden live aufgenommen. Produziert wurden sie zunächst von Randy Rigby und John Wimber als Executive Producer.
1987 wurde das erste Studio in Anaheim gebaut und für Aufnahmen verwendet. 1989 begann eine Serie von Live-Aufnahmen unter dem Titel Touching the Father’s Heart. 1993 folgte die Konferenzenaufnahmen Winds of Worship und eine Reihe von Solo Projekten. 1998 entstand die erste Produktion außerhalb der USA mit der Veröffentlichung von Come, Now is the Time unter der Führung von Brian Doerksen. 2005 entstand die eigenständige britische Marke Vineyard Records UK.

## Serien
- Songs of the Vineyard / Vintage Vineyard – von 1985 bis 1993, 13 Alben, beginnend mit Hosanna und endend mit Lord over all
- Touching the Father’s Heart – von 1990 bis 2000, 43 Alben, von Unto the King bis Unspoken Truth
- Soloprojekte – ab 1991 mit Einzelkünstlern (Kevin Prosch, Brian Doerksen, David Ruis, Andy Park, Jeremy Riddle etc.) und Gemeinden (Anaheim, Winnipeg, Godrock, Manchester etc.)
- Winds of Worship – von 1994 bis 2004, 17 Alben von 1-Live from Anaheim bis 17–Refiners Fire
- Acoustic Worship – von 1996 bis 1997, 6 Alben von Isn’t He bis I believe in Jesus
- Vineyard Café – von 1997 bis 1998, 4 Alben von Shelter bis Freedom
- Why we worship – von 1998 bis 2000, 5 Alben von Father bis The Cross
- Home Again – aus 2004, 6 Alben, von Volume 1 bis Volume 6 – Be Still, inklusive 3 DVD-Veröffentlichungen (Titel: A, B und C)
- Playlist – von 2007 bis 2008, 2 Alben von Sweetly Broken bis Stand in Awe
- Club Vineyard – ab 2008, 26 Alben, von 50- 13 New Worship Songs bis 76 - My Foundation, CD, Magazin und Notenbuch
- Discover Vineyard Worship – ab 2009, 4 Alben, von Discover Vineyard Worship bis Form Us
- Compilations – eine Reihe von Songverwertungen ab 1998, inklusive Classic Vineyard, Vineyard Psalms, Vineyard Collection, Change my Heart oh God, 25 Top Vineyard Worship Songs, Worship Instrumental etc.
- Vineyard Records (UK) – ab 2005, eine Reihe von Produktionen aus England, u. a. Come, Now Is The Time, Hungry, Holy, Beautiful, My Soul Yearns etc.
- Varietal Records – ab 2006, eine Reihe von Einzelkünstler im Vineyardumfeld

## Events
- Winds of Worship – in den 1990er Jahren eine Reihe von großen Konferenzen in verschiedenen Städten in den USA
- Women & Worship – in den 1990er Jahren in den USA durchgeführt
- Worship Leader Clinic – kleine Events zu Anbetungsleitung
- Why we worship – von Dan Wilt organisierte internationale Konferenzen
- Heart and Skill – Tagesseminar für Anbetungsleiter und Musiker in UK
- Vineyard Worship Leaders Retreat – jährliche Treffen in USA und UK für Anbetungsleiter

## Künstler von Vineyard Music
- Vicky Beeching
- Nigel Briggs
- Brenton Brown
- Brian Doerksen
- Ryan Delmore
- Eddie Espinosa
- Marc James
- Chris Lizotte
- Bene Müller
- Craig Musseau
- Andy Park
- Kevin Prosch
- Cindy Rethmeier
- Jeremy Riddle
- David Ruis
- Jeff Searles
- Carl Tuttle
- Scott Underwood
- John Wimber

## Deutschsprachiger Raum
Für Deutschland, Österreich und die Schweiz entwickelt seit 2009 eine Arbeitsgruppe die Themen und Produkte. Das Manifest der Gruppe besagt:
Als Vineyard DACH stehen wir vor der Herausforderung, unseren Grund-Wert der Anbetung der nächsten Generation weiterzugeben.

Wir bauen auf ein reiches Erbe an Werten auf: die Gegenwart Gottes und Intimität mit Gott, Barmherzigkeit und Gerechtigkeit, Leidenschaft, Integrität und Zugänglichkeit, verstanden im Rahmen von Gemeinschaft und Gottes Königreich.

Wir wollen dieses Erbe erhalten, weiterentwickeln und in unserem Kontext umsetzen, hin zu einem ganzheitlichen Lebensstil der Anbetung. Darunter verstehen wir, dass Gottes Reich durch unser Handeln sichtbar wird. Anbetung ist untrennbar mit Gerechtigkeit und dem Wirken in einer suchenden Welt verbunden.

Wir wollen eine nachhaltige Anbetungskultur prägen, die für unsere und die kommende Generation beständig die Tiefe und Weite der Anbetung weiter entwickelt. Tiefe in der Qualität der Begegnung mit Gott. Weite im Erreichen von Menschen innerhalb und außerhalb der Gemeinde. Wir wollen möglichst viele Menschen befähigen, einen Lebensstil der Anbetung zu führen und anderen darin anzuleiten, ob auf der Bühne, in der Straße oder im Wohnzimmer.

Wir wollen beständig neue und inspirierende (deutsche) Songs und kreative Formen der Anbetung fördern. Auch Subkulturen sollen eine Stimme finden. Wir fördern Songwriting, Persönlichkeiten und Künste. Die neuen Songs sollen einfach und zeitgemäß verbreitet werden, und Gemeinden in der Anbetung bereichern. Persönlichkeiten sollen die Werte der Anbetung verkörpern und multiplizieren.

Die Vernetzung der Anbetungsleiter soll wachsen, sie sollen miteinander unterwegs sein und den Standard konstant heben. Beziehungen genießen eine hohe Priorität und sind unser Weg der Entwicklung.

### Live CDs
Seit 2012 eine Serie von Live-Aufnahmen an Konferenzen.
- In his presence – Bene Müller & Vineyard Bern (Oktober 2012, aufgenommen an der Pfingstkonferenz 2012 in Bern).
- Laut und Leise Live – Kimberley Reschke & Ed Einsiedler (März 2013, aufgenommen an der Psalm 2012 Konferenz in Hamburg).

### Vineyard Neu Deutsch
Seit 2010 eine Serie von 6 deutschen Liedern, die in lokalen Vineyards entstanden sind.
- 1 – Größer als mein Herz – mit Kimberley und Kristian Reschke, Vineyard Hamburg
- 2 – Unbeschreiblich – mit Martin Käser, Vineyard Zürich
- 3 – Was willst du heute tun? – mit Ed Einsiedler, Vineyard Mannheim
- 4 – Durch das Eis – mit Flavian Graber, Vineyard Liestal
- 5 – Alles – mit Elias Schaden, Vineyard Graz

### Psalm
Ein jährliches Treffen von Anbetungsleitern, Musikern, Künstlern und Anbetern. Die bisherigen Treffen waren:
- 2009 – Heidelberg
- 2010 – Zürich
- 2011 – Remscheid
- 2012 – Hamburg
- 2013 – Stuttgart

### Psalm KulTour
Ein Tagesseminar zu Anbetung und Gottes Gegenwart für Anbetungsleitern, Musikern, Künstlern und Anbetern. Bisherige Touren waren:
- 2011 – Remscheid, Nürnberg, Speyer, Hamburg
- 2012 – Heidelberg, Hannover, München
- 2013 – Würzburg, Wien, Bern, Bochum